# Шилуте (стадион)
Стадион Шилуте — многофункциональный стадион в Шилуте, Литва. В настоящее время он используется в основном для футбольных матчей Шилуте. Стадион вмещает до 3000 человек. В 2005 году завершилась реконструкция стадиона, и он стал подходить под все требования УЕФА. Первый официальный матч был сыгран 23 июля 2005 года. 